# ダライ・ラマ9世
ダライ・ラマ9世ルントク・ギャツォ（チベット文字：ལུང་རྟོགས་རྒྱ་མཚོ、1805年12月1日 - 1815年3月6日）は、チベット仏教ゲルク派の有力な化身系譜とされるダライ・ラマの9代目として認定された人物である。名はルントクギャムツォ、ルントク・ギャムツォ、ルントク・ギャンツォとも表記される。1810年から1815年まで、ガンデンポタンを行政府とするダライラマ政権の首長の座にあった。幼少期に死去した唯一のダライ・ラマで、22歳に達する前に亡くなった4人のダライ・ラマのうちの1人である。

## 出生
1805年12月1日、チベット東部カム地方、チューコル寺近くの小村（現在の中華人民共和国四川省アバ・チベット族チャン族自治州壌塘県）に生まれる。一説には孤児として生まれたとあるが、他説によれば父親がテンジン・チューキョン、母親がドンドゥップ・ドルマであるという。

## 即位
ラサ近郊のグンタン僧院に連れてこられた少年は、1807年、ダライ・ラマ8世ジャムペル・ギャツォの転生者として認められた。行列を随行させてチベットの首府ラサに赴き、盛大な認証式をおこなった。ダライ・ラマ8世の治世下で1793年に乾隆帝が定めた金瓶掣籤の制は、9世の即位に際しては利用されなかった。1810年、ラサのポタラ宮で即位式が執り行われ、正式にダライ・ラマ9世として即位し、パンチェン・ラマ7世ロサン・テンペー・ニマに沙弥戒を授かり、「ロサン・ワンチュク・ルントク・ギャムツォ」の法名を得た。なお、この年、初老の名代職（ギェルツァプ）、ロサン・テンペー・グムポは死去し、次の名代職にはテモ活仏ガワン・ロサン・トゥプテン・ジグメ・ギャムツォが指名された。

## マニングの証言
1812年にラサを訪れたイギリスの探検家で東洋学者のトマス・マニングは、物狂おしいことばでルントク・ギャツォとの会見の様子を伝えている。それによれば、7歳となったダライ・ラマ9世の美しく好奇心に満ちた顔はマニングを釘付けにした。マニングはまた、ルントクは充分に教育を受けた高貴な少年で、単純だがゆるぎない習慣を有し、また、その顔は感動的なまでに美しく、その性向は快活で陽気であったと書き記しており、さらにマニング自身、この会見に強い印象を受け、受けた衝撃の奇妙さから涙がこぼれるほどであったと振り返っている。

## 短い治世
前代のダライ・ラマ8世は政治への関心が低く、摂政などに権力の独占を許したので、9世以降もしばらく実権継承をめぐる暗闘が続くこととなった。
少年法王ダライ・ラマ9世は例年開かれるモンラム祈願大法会の際、風邪をひきこみ、病床についた （肺炎であったとも言われる）。1815年3月6日、ダライ・ラマ9世はわずか9歳にしてチベットで他界した。「国中の人々は悲しみに陥った」、それは新しい転生者が8年後に認定されるまで続いたと言われる。かれの体はセルドゥン・サスム・ゴンガと称されるポタラ宮内の黄金の聖廟に安置された。